# Área de conservación
Un área de conservación es un área protegida determinada al que se le ha otorgado alguna medida de protección legal a fin de mantener o preservar sus valores, ya sean características o formaciones naturales, de patrimonio cultural o la biota. Entre ellas encontramos, en general, reservas naturales, parques (nacional, natural, etc), un proyecto de rehabilitación o rescate de terrenos (por ejemplo, de ex uso industrial) , etc. 

## Canadá
En Ontario estas áreas son generalmente áreas rurales que se dedican a mantener recursos naturales, recreación y educación. Son administradas por las autoridades de conservación.

## Estados Unidos
En los Estados Unidos, un área de conservación (en inglés, National Conservation Area) es una designación de determinadas áreas protegidas de Estados Unidos que están administradas por el Bureau of Land Management y que pertenecen al Sistema de Conservación de Paisajes Nacionales («National Landscape Conservation System»).
Las restricciones varían entre las distintas áreas de conservación, pero, por lo general, no pueden ser vendidos o arrendadas en virtud de las leyes mineras y está restringido el uso de vehículos de motor.
En marzo de 2009, en el Sistema de Conservación de Paisajes Nacionales había trece áreas de conservación nacional.

## India
En India, el término denota un área geográfica bastante grande en la cual el paisaje y sus características se mantienen a través de un plan definido. Generalmente tales áreas generales contienen áreas más específicas con diverso (generalmente mayor) niveles de protección. 
Dentro de tales áreas generales se encuentran regiones -a veces bajos control estatal, a veces privado o comunal- en las cuales se permite el desarrollo de ciertas actividades económicas "normales" (tales como la agricultura o tala de árboles). Otras son de utilización controlada (tal como la tala de árboles nativos de forma que la foresta se mantenga). También se encuentran locales de protección absoluta. (santuarios para la vida natural)

## Nueva Zelanda
En Nueva Zelanda, se define como área de conservación «un terreno o playa mantenido para el propósito de conservación o terreno en relación al cual existe un interés con la intención de conservación» -Conservation Act|Conservation Act 1987

## Reino Unido
En el Reino Unido, el término «área de conservación» casi siempre se aplica a un área -generalmente urbana- considerada digna de preservación debido ya sea a su interés histórico o arquitectónico, el «carácter o aspecto de la cual se considera deseable mantener o exaltar», tal como lo requiere la legislación vigente. Existen más de 8.000 tales áreas.
Bajo esa legislación lo que se pretende es la protección de la calidad y el interés especial de barrios o áreas completas, más que mantener edificios específicos (que están amparados por otra legislación) Por ejemplo: se protege la existencia de ciertos deslindes tradicionales, caminos o senderos, paisajes o vistas desde ciertos puntos, árboles y elementos asociadas con ellos u otros recursos naturales, características generales de un barrio, aldea, etc, tales como un cierto estilo arquitectónico, uso de ciertos materiales de construcción especiales a ciertas aáeas o localidades, etc.